# Alexios Kontostephanos
Alexios Kontostephanos (mittelgriechisch Ἀλέξιος Κοντοστέφανος; * um 1131?; † nach 1200) war ein byzantinischer Usurpator gegen Kaiser Alexios III.

## Leben
Alexios war ein Angehöriger der Aristokratenfamilie Kontostephanos, die seit mehreren Generationen mit der Herrscherfamilie der Komnenen versippt war. Seine genaue Herkunft ist unklar; möglicherweise ist er identisch mit dem Pansebastos sebastos und Chartularios Alexios Kontostephanos, der als Teilnehmer einer Synode im September 1191 belegt ist. Auch eine Identität mit dem gleichnamigen Sohn des Isaak Kontostephanos und der Theodora Komnene, der mit Maria Dukaina verheiratet war, wurde schon vermutet.
Nach dem Sturz Isaaks II. Angelos am 8. April 1195 durch seinen Bruder Alexios III. wurde Kontostephanos auf der Agora von Konstantinopel von einer aufgebrachten Menschenmenge, die sich der Herrschaft der Komnenen und mit ihnen versippten Angeloi entledigen wollten, zum Basileus ausgerufen. Niketas Choniates beschreibt ihn als „Sterndeuter“, der schon seit langem nach dem Thron getrachtet habe. Alexios’ III. Ehefrau und Regentin Euphrosyne ließ den Aufstand niederschlagen, den Prätendenten festnehmen und ins Gefängnis werfen. Er scheint nach einiger Zeit wieder freigekommen zu sein, denn im Sommer 1200 stand ein Kontostephanos an der Spitze einer weiteren breit angelegten Verschwörung gegen Alexios III., just als dieser von einem Feldzug gegen den Bulgarenführer Iwanko in die Hauptstadt zurückkehrte.